# Brauerei Pöllinger
Die Brauerei Pöllinger ist eine Brauerei in Pfeffenhausen im niederbayerischen Landkreis Landshut.
1474 erhielt der Tafnerhof, die Geburtsstätte der Brauerei Pöllinger, in Pfeffenhausen das Schank- und Braurecht. 1738 blieb die Brauerei als einzige von sechs Brauereien vom Marktbrand verschont. 1891 wurde die erste Dampfmaschine des Orts in Betrieb genommen.
Das Wasser der Elsbethenquelle ist die Grundlage für die Getränkeerzeugung. Die Brauerei befindet sich in Familienbesitz und hat 45 Mitarbeiter. Der Gesamtausstoß beträgt rund 220.000 hl. Der Ausstoß an Bier lag im Jahre 2008 bei etwa 40.000 Hektolitern.

## Produkte
- Helles von 4,9 % VOL.
- Export von 5,2 % VOL.
- Pils von 4,9 % VOL.
- Weissbier Hell (Weizen) von 5,5 % VOL.
- Braunbier Anno 1402, (Dunkelbier) von 5,4 % VOL.
- Weissbier Dunkel von 5,5 % VOL.
- Radler von 2,6 % VOL.
- Winterliebe von 5,4 % VOL.